# Mirko Vogt
Mirko Vogt (* 29. März 1972) ist ein ehemaliger deutscher Fußballspieler.

## Werdegang
Der Mittelfeldspieler begann seine Karriere beim SSV Erkrath 1919 und wechselte im Jahre 1988 zum Wuppertaler SV. Vier Jahre später stieg Vogt mit den Wuppertalern in die 2. Bundesliga auf. Am 8. September 1992 gab Vogt sein Zweitligadebüt beim 2:0-Sieg der Wuppertaler gegen Fortuna Düsseldorf. Da er nur Reservist war, wechselte Vogt ein Jahr später zum Zweitligaaufsteiger Rot-Weiss Essen. Mit den Essenern erreichte er das Endspiel im DFB-Pokal, das gegen Werder Bremen verloren wurde. 
Am Saisonende musste Rot-Weiss Essen wegen manipulierter Unterlagen zwangsabsteigen. Vogt wechselte daraufhin zum Regionalligisten TuS Paderborn-Neuhaus, für den er vier Jahre spielte, bevor er 1998 zum SC Verl wechselte. Zwei Jahre später folgte der Wechsel zum SV Lippstadt 08, wo er im Sommer 2001 seine Karriere beendete. Von 2010 bis 2015 war Mirko Vogt Co-Trainer beim SV Lippstadt 08.